# Jacques Lambinon

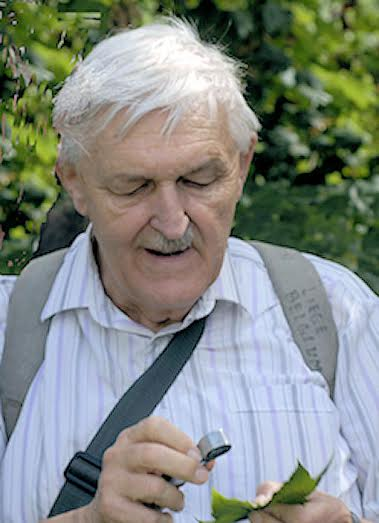
Jacques Lambinon

Jacques Lambinon (Namen, 28 september 1936 - Luik, 14 november 2015) was een Belgisch botanicus en hoogleraar aan de Universiteit van Luik.
Hij coördineerde de uitgaven van de Flora van België, het Groothertogdom Luxemburg, Noord-Frankrijk en de aangrenzende gebieden.